# Díaz (Familienname)
Díaz oder Diaz ist ein Familienname. Díaz, die spanische Form des Namens, ist ursprünglich patronymisch entstanden und hat die Bedeutung „Sohn des Diego“.

## Namensträger

### A
- Adelaida G. de Díaz Ungría (1913–2003), venezolanische Anthropologin
- Adolfo Díaz (1875–1964), nicaraguanischer Politiker, Präsident 1911 bis 1917
- Adrián Díaz (* 1990), spanischer Eistänzer
- Adriana Díaz (* 2000), puerto-ricanische Tischtennisspielerin
- Agustín Díaz de Mera García Consuegra (* 1947), spanischer Politiker
- Agustín Díaz Rojas, mexikanischer Fußballspieler
- Agustín Díaz Yanes (* 1950), spanischer Regisseur und Drehbuchautor
- Alberto Díaz (Basketballspieler) (* 1994), spanischer Basketballspieler
- Alberto Díaz Hernández (* 2000), spanischer Handballspieler
- Aldo Díaz (* 1975), uruguayischer Fußballspieler
- Alejandro Díaz y Pérez Duarte (* 1945), mexikanischer Diplomat
- Alejandro Díaz García (* 1974), kolumbianischer Geistlicher, Weihbischof in Bogotá
- Alirio Díaz (1923–2016), venezolanischer Gitarrist
- Alyssa Diaz (* 1985), US-amerikanische Schauspielerin
- Andrea Leonor Paez Diaz (* 1984), ecuadorianische Basketballspielerin
- Andrés Díaz (Cellist) (* 1964), US-amerikanischer Cellist und Musikpädagoge
- Andrés Díaz (Fußballspieler, 1983) (* 1983), argentinischer Fußballspieler
- Andrés Díaz (Radsportler) (* 1984), kolumbianischer Radrennfahrer
- Andrés Díaz (Fußballspieler, 1995) (* 1995), chilenischer Fußballspieler
- Andrés Manuel Díaz (* 1969), spanischer Mittelstreckenläufer
- Andy Díaz (* 1995), kubanischer Leichtathlet
- Ángel Díaz (Sänger) (1928–1998), argentinischer Tangosänger
- Ángel Díaz (Leichtathlet) (* 1961), guatemaltekischer Leichtathlet, Olympiateilnehmer 1984
- Antonio Díaz (Radsportler), uruguayischer Straßenradrennfahrer
- Antonio Díaz (Fußballspieler, 1969) (Antonio Díaz Jurado, 1969–2013), spanischer Fußballspieler
- Antonio Díaz (Boxer) (José Antonio Díaz, * 1976), mexikanischer Boxer
- Antonio Díaz (Karateka) (Antonio José Díaz Fernández, * 1980), venezolanischer Karateka
- Antonio Díaz (Fußballspieler, 2000) (Antonio Alejandro Díaz Campos, * 2000), chilenischer Fußballspieler
- Antonio Díaz-Miguel (Antonio Díaz-Miguel Sanz, 1933–2000), spanischer Basketballspieler und -trainer
- Antonio Fernández Díaz, siehe  Fosforito
- Armando Diaz (1861–1928), italienischer General
- Arnold Diaz (1949–2023), US-amerikanischer Journalist
- Ayoze Díaz Díaz (* 1982), spanischer Fußballspieler

### B
- Bárbara Riveros Díaz (* 1987), chilenische Triathletin
- Bartolomeu Diaz (um 1450–1500), portugiesischer Seefahrer und Entdecker
- Bernal Díaz del Castillo (1492/1493–1581), spanischer Konquistador
- Bernardino Terés Díaz (1882–1969), argentinischer Tangopianist, Bandleader und Komponist spanischer Herkunft, siehe Bernardino Terés
- Bertha Díaz (1936–2019), kubanische Leichtathletin
- Bladimir Díaz (* 1992), kolumbianischer Fußballspieler
- Brahim Díaz (* 1999), marokkanisch-spanischer Fußballspieler

### C
- Cameron Diaz (* 1972), US-amerikanische Schauspielerin
- Camilo Diaz Gregorio (1939–2018), philippinischer Bischof
- Carla Díaz (* 1998), spanische Schauspielerin
- Carlos Díaz (Politiker), argentinischer Politiker
- Carlos Díaz (Sänger) (1930–2002), kubanischer Sänger
- Carlos Díaz (Songwriter) (Caíto; 1945–2004), argentinischer Singer-Songwriter und Gitarrist
- Carlos Díaz (Fußballspieler, 1945) (Carlos Guillermo Díaz López; * 1945), chilenischer Fußballspieler
- Carlos Díaz (Fußballspieler, 1979) (Carlos Richard Díaz; * 1979), uruguayischer Fußballspieler
- Carlos Díaz (Reiter) (Carlos Díaz Fernández; * 1983), spanischer Vielseitigkeitsreiter
- Carlos Díaz (Karateka), uruguayischer Karateka
- Carlos Díaz (Leichtathlet) (* 1993), chilenischer Mittelstreckenläufer
- Carlos Díaz Anabalón, eigentlicher Name von Carlos de Rokha (1920–1962), chilenischer Schriftsteller
- Carlos Díaz Loyola, eigentlicher Name von Pablo de Rokha (1895–1968), chilenischer Schriftsteller
- Carlos Alberto Díaz (Fußballspieler, I), argentinischer Fußballspieler
- Carlos Alberto Díaz (Fußballspieler, 1974) (* 1974), argentinischer Fußballtorwart
- Carlos Alberto Díaz (Fußballspieler, 1982) (* 1982), kolumbianischer Fußballspieler
- Carlos Enrique Díaz de León (1915–2014), guatemaltekischer Politiker, Präsident 1954
- Carlos Federico Díaz-Alejandro (1937–1985), kubanisch-US-amerikanischer Ökonom
- Carlos Gaviria Díaz (1937–2015), kolumbianischer Rechtsanwalt, Richter und Politiker
- Carlos López Díaz (* 1983), spanischer Triathlet
- César Díaz (Militär) (1812–1858), uruguayischer Militär, Revolutionär und Diplomat
- César Díaz (Filmeditor), Filmeditor, Kameramann und Regisseur
- César Díaz Escobar (* 1975), chilenischer Fußballspieler
- César Díaz Martínez (* 1987), spanischer Fußballspieler
- César Díaz Pizarro (* 1990), peruanischer Fußballspieler
- César Alfonso Ortega Díaz (* 1969), mexikanischer Geistlicher, Bischof von Linares
- Christopher Díaz Figueroa (* 1990), guatemaltekischer Tennisspieler
- Claudina Díaz (* 2001), mexikanische Hochspringerin
- Clementina Díaz y de Ovando (1916–2012), mexikanische Autorin
- Cristián Díaz (* 1986), argentinischer Fußballspieler

### D
- Dagmar Monett Diaz (* 1969), Informatikerin an der Hochschule für Wirtschaft und Recht, Berlin
- Damián Díaz (* 1986), argentinischer Fußballspieler
- Daniel Díaz (Fußballspieler, 1980) (Daniel Esteban Díaz; * 1980), argentinischer Fußballspieler
- Daniel Díaz (Radsportler) (* 1989), argentinischer Radrennfahrer
- Daniel Díaz (Fußballspieler, 2002) (Daniel Rafael Díaz Quiala; * 2002), kubanischer Fußballspieler
- Daniel Díaz Maynard (1933–2007), uruguayischer Politiker
- Daniel Díaz Muñoz (Daniel Orlando Díaz Muñoz; * 1948), chilenischer Fußballspieler
- Daniel Díaz Torres (1948–2013), kubanischer Filmregisseur
- Daniel Alberto Díaz (Cata Díaz; * 1979), argentinischer Fußballspieler
- Daniel Vázquez Díaz (1882–1969), spanischer Maler
- Daniela Diaz (* 1982), Schweizer Eishockeyspielerin und -trainerin
- Darío Díaz (* 1981), argentinischer Radrennfahrer
- David Díaz (Illustrator) (* 1960), US-amerikanischer Illustrator
- David Díaz (Boxer) (* 1976), US-amerikanischer Boxer
- David Díaz (Fußballspieler) (José David Díaz Ramos, * 1992), salvadorianischer Fußballspieler
- David Clay Diaz (* 1989), paraguayischer Filmregisseur und Drehbuchautor
- David Mendoza Díaz (1978–2008), mexikanischer Fußballspieler
- Delia Díaz, uruguayische Leichtathletin
- Diomedes Díaz  (1957–2013), kolumbianischer Sänger und Komponist
- Domingo Diaz (Sportschütze) (* 1948), australischer Sportschütze
- Domingo Díaz Arosemena (1875–1949), panamaischer Politiker, Präsident 1948 bis 1949
- Domingo Díaz Martínez (* 1948), mexikanischer Geistlicher, Erzbischof von Tulancingo

### E
- Edmundo Díaz Sotelo (* 1965), mexikanischer Kameramann und Filmeditor
- Eduardo Díaz (Fußballspieler) (* 1971), argentinischer Blindenfußballspieler
- Eduardo Díaz (Schiedsrichter) (Eduardo Díaz Barrero; * 1973), kolumbianischer Fußballschiedsrichter
- Eduardo Díaz (Spezialeffektkünstler), Spezialeffektkünstler
- Eduardo Acevedo Díaz (1851–1921), uruguayischer Schriftsteller und Politiker
- Edwin Díaz (* 1994), puerto-ricanischer Baseballspieler
- Efraín Díaz (1904–1979), chilenischer Fechter
- Elaine Díaz (* 20. Jh.), kubanische unabhängige Journalistin
- Elias Diaz (Musiker), chilenischer Musiker
- Elías Díaz García (* 1934), spanischer Jurist und Hochschullehrer
- Elías Mauricio Díaz (* 1994), kolumbianischer Leichtathlet (Hammerwurf)
- Elías David Díaz Soto (* 1990), venezolanischer Baseballspieler
- Emiliano Díaz (* 1990), uruguayischer Fußballspieler
- Emiliano Díaz del Castillo Zarama (1923–2009), kolumbianischer Historiker und Politiker
- Enrique Díaz (Musiker), chilenischer Jazzbassist
- Enrique Díaz (Segler) (* 1957), puerto-ricanischer Segler
- Enrique Díaz (Fußballspieler) (Enrique Alberto Díaz Harvey; * 1959), costa-ricanischer Fußballspieler
- Enrique Díaz (Schauspieler) (* 1968), peruanischer Schauspieler und Regisseur
- Enrique Díaz (* 1992), venezolanischer Radsportler, siehe Luis Díaz (Radsportler, 1992)
- Enrique Díaz Díaz (* 1952), mexikanischer Geistlicher, Bischof von Irapuato
- Enrique Pérez Díaz (1938–2021), spanischer Fußballspieler, siehe Pachín
- Ernesto Diaz (* 1981), andorranischer Tennisspieler
- Eusebio Díaz (1900–??), paraguayischer Fußballspieler
- Evelio Díaz Cía (1902–1984), kubanischer Geistlicher, Erzbischof von San Cristóbal de la Habana
- Evenzio Herrera Diaz (* 1955), spanischer Ordensgeistlicher, Patriarchalvikar für Zypern
- Ezequiel Moreno y Díaz (1848–1906), spanischer Ordensgeistlicher, Bischof von Pasto

### F
- Fabricio Díaz (2003), uruguayischer Fußballspieler
- Facundo Díaz Acosta (* 2000), argentinischer Tennisspieler
- Farid Díaz (* 1983), kolumbianischer Fußballspieler
- Federico Díaz (* 1990), argentinischer Badmintonspieler
- Felipe Díaz (* 1983), chilenischer Fußballspieler
- Félix Díaz (Politiker) (1868–1945), mexikanischer Politiker
- Félix Díaz (Fußballspieler) (1927–2004), argentinischer Fußballspieler
- Félix Díaz (Baseballspieler) (* 1980), Baseballspieler aus der Dominikanischen Republik
- Félix Díaz (Boxer) (* 1983), Boxer aus der Dominikanischen Republik
- Fernando Díaz (Militär) (um 1100), Adliger und militärischer Führer im Königreich León
- Fernando Díaz (Musiker) (1903–1981), argentinischer Tangosänger
- Fernando Díaz (Fußballspieler) (* 1961), chilenischer Fußballspieler
- Fernando Díaz Villanueva (* 1973), spanischer Journalist
- Fernando de Santiago y Díaz de Mendívil (1910–1994), spanischer Militär und Politiker
- Fidel Castro Díaz-Balart (1949–2018), kubanischer Atomphysiker und Sohn von Fidel Castro
- Francisco Díaz de León (1897–1975), mexikanischer Grafiker
- Francisco Díaz-Pizarro (* 1977), spanischer Poolbillardspieler
- Francisco Dueñas Díaz (1810–1884), salvadorianischer Politiker
- Francisco González Díaz (* 1966), mexikanischer Diplomat
- Francisco de Paula Díaz y Montes (1833–1891), mexikanischer Geistlicher, Bischof von Colima
- Franklin Chang-Díaz (* 1950), US-amerikanischer Astronaut

### G
- Gabino Díaz Merchán (1926–2022), spanischer Geistlicher, Erzbischof von Oviedo
- Gabriel Díaz Bessón (um 1590–nach 1631), spanischer Kapellmeister und Komponist
- Galo González Díaz (1894–1958), chilenischer Politiker und Gewerkschafter
- Gamaliel Diaz (* 1981), mexikanischer Boxer
- Gerald Díaz (* 1999), puerto-ricanischer Fußballspieler
- Gerardo Díaz Vázquez (* 1966), mexikanischer Geistlicher, Bischof von Colima
- Germán Díaz (* 1978), spanischer Musiker
- Giovanni Díaz (* 1994), paraguayischer Speerwerfer
- Gonzalo Díaz (Künstler) (* 1947), chilenischer Konzept- und Installationskünstler
- Gonzalo Díaz (* 1966), uruguayischer Fußballspieler
- Guillermo Díaz (Fußballspieler, 1926) (1926–2021), chilenischer Fußballspieler
- Guillermo Díaz (Fußballspieler, 1930) (1930–1997), chilenischer Fußballspieler
- Guillermo Díaz (Ringer) (* 1964), mexikanischer Ringer
- Guillermo Díaz (Moderator) (* 1971), US-amerikanischer Moderator
- Guillermo Díaz (Schauspieler) (* 1975), US-amerikanischer Schauspieler
- Guillermo Díaz (Basketballspieler) (* 1985), puerto-ricanischer Basketballspieler
- Guillermo Díaz (Fußballspieler, 1994) (* 1994), chilenischer Fußballspieler
- Guillermo Díaz Gastambide (* 1979), uruguayischer Fußballspieler
- Guillermo Díaz-Plaja (1909–1984), spanischer Essayist, Dichter, Literaturkritiker und Historiker
- Gustavo Díaz-Jerez (* 1970), spanischer Pianist und Komponist
- Gustavo Díaz Ordaz (1911–1979), mexikanischer Politiker, Präsident 1964 bis 1970

### H
- Héctor Díaz (Komponist), dominikanischer Komponist
- Héctor Díaz (Fußballspieler, 1956) (* 1956), chilenischer Fußballspieler
- Héctor Díaz (Schauspieler) (* 1966), argentinischer Schauspieler
- Héctor Díaz (Fußballspieler, 1984) (* 1984), peruanischer Fußballspieler
- Héctor J. Díaz (1910–1950), dominikanischer Schriftsteller und Komponist
- Heriberto Díaz (* 1942), mexikanischer Radrennfahrer
- Hernán Díaz (Fußballspieler) (* 1965), argentinischer Fußballspieler
- Hernán Díaz (Schriftsteller) (* 1973), argentinischer Schriftsteller
- Hidilyn Diaz (* 1991), philippinische Gewichtheberin
- Hugo Díaz (Fußballspieler, 1987) (* 1987), chilenischer Fußballspieler
- Hugo Díaz (Fußballspieler, 1997) (* 1997), spanischer Fußballspieler
- Hugo Díaz (Musiker) (1927–1977), argentinischer Mundharmonikaspieler
- Hugo Díaz de la Paz (* 1953), mexikanischer Fußballspieler
- Humberto Tapia Díaz (* 1960), peruanischer Geistlicher, Bischof von Chachapoyas

### I
- Ignacio Díaz Morales (1905–1992), mexikanischer Architekt und Bauingenieur
- Ignacio Valdespino y Díaz (1861–1928), mexikanischer Geistlicher, Bischof von Aguascalientes
- Iñigo Díaz de Cerio (* 1984), spanischer Fußballspieler
- Isaac Díaz (Fußballspieler, 1990) (* 1990), chilenischer Fußballspieler
- Isaac Díaz (Fußballspieler, 1993) (* 1993), mexikanischer Fußballspieler
- Isaac Díaz Pardo (1920–2012), spanischer Keramiker, Maler und Schriftsteller
- Isabel Díaz Ayuso (* 1978), spanische Politikerin
- Isidro Díaz (Isidro Díaz González; * 1954), spanischer Fußballspieler
- Isidoro Díaz (* 1938), mexikanischer Fußballspieler
- Ismael Díaz (Musiker), Musiker und Orchesterleiter
- Ismael Díaz (Fußballspieler, 1953) (Ismael Francisco Díaz; 1953–1976), salvadorianischer Fußballspieler
- Ismaél Díaz (Fußballtrainer) (Ismael Jesús Díaz Galán; * 1965), spanischer Fußballtrainer
- Ismael Díaz (Fußballspieler, 1990) (Luis Ismael Díaz Ramírez, * 1990), dominikanischer Fußballspieler
- Ismael Díaz (Fußballspieler, 1997) (Ismael Díaz de León; * 1997), panamaischer Fußballspieler
- Ítalo Díaz (* 1971), chilenischer Fußballspieler
- Ivo Díaz (* 1972), kubanisch-ungarischer Handballspieler

### J
- Jacqueline Díaz (* 1964), chilenische Tischtennisspielerin
- Jairo Díaz (* 1945), kolumbianischer Radrennfahrer
- Javier Díaz Pérez (* 1975), spanischer Handballspieler
- Jesús Díaz (1941–2002), kubanischer Schriftsteller und Regisseur
- Joan Díaz (* 1967), spanischer Jazzmusiker
- Joan Vilana Díaz (* 1977), andorranischer Skibergsteiger
- Joaquín Díaz (Schauspieler) (Joaquín Díaz Muntané; 1930–2013), spanischer Schauspieler
- Joaquín Díaz (Bauingenieur) (* 1964), deutsch-spanischer Bauingenieur, Hochschullehrer und Schachspieler
- Joaquín Díaz (Fußballspieler, 1992) (Joaquín Andrés Díaz Flores; * 1992), chilenischer Fußballspieler
- Joaquín Díaz (Fußballspieler, 1996) (* 1996), uruguayischer Fußballspieler
- Joaquin Basilio Diaz (1920–1978), puerto-ricanisch-US-amerikanischer Mathematiker und Hochschullehrer
- Joaquín Carlos Díaz Díaz (1948–2015), kubanischer Schachspieler
- Joel Díaz (* 1973), mexikanischer Boxer und Boxtrainer
- Johnny Rey Diaz, US-amerikanischer Schauspieler, Filmproduzent und Filmregisseur
- Jordan Díaz (* 2001), kubanischer Dreispringer
- Jorge Díaz (1930–2007), chilenisch-spanischer Dramatiker
- Jorge Fernández Díaz (* 1950), spanischer Politiker (Partido Popular)
- Jorge Pereyra Díaz (* 1990), argentinischer Fußballspieler
- Jorge Díaz-Rullo (* 1999), spanischer Sportkletterer
- José Díaz (Politiker, 1895) (1895/1896–1942), spanischer Politiker (PCE)
- José Díaz (Bobfahrer) (1907–1988), mexikanischer Bobsportler
- José Díaz (Gewerkschafter) (1920–1945), spanischer Gewerkschafter
- José Díaz (Politiker, 1932) (* 1932), uruguayischer Politiker (PDC)
- José Díaz (Fußballspieler, 1938) (José Díaz Daddona; * 1938), argentinischer Fußballspieler
- José Díaz (Fußballspieler), uruguayischer Fußballspieler
- José Díaz (Gewichtheber) (* 1959), panamaischer Gewichtheber
- José Díaz (Ringer) (José Daniel Díaz Robertti; * 1989), venezolanischer Ringer
- José Díaz Payán (Pepillo; * 1916), spanischer Fußballspieler
- José Ángel Valdés Díaz (Cote; * 1989), spanischer Fußballspieler, siehe José Ángel
- José Antonio Díaz (Fechter) (* 1938), kubanischer Fechter
- José Antonio Díaz (Bischof) (* 1960), argentinischer Geistlicher, Bischof von Concepción
- José Carlos Delgado Díaz (* 1976), spanischer Musikpädagoge und Gitarrist
- José Cecilio Díaz del Valle (1777–1834), honduranischer Politiker
- José Dionisio de la Trinidad de Herrera y Díaz del Valle (1781–1850), honduranischer und nicaraguanischer Politiker
- José Eduvigis Díaz (1833–1867), paraguayischer Militär
- José F. Díaz, uruguayischer Politiker
- José Ignacio Díaz (* 1979), spanischer Leichtathlet
- José Gabriel Díaz Cueva (1925–2018), ecuadorianischer Geistlicher, Bischof von Azogues
- José Guadalupe Díaz (* 1954), mexikanischer Fußballspieler und -trainer
- José de Jesús Quintero Díaz (* 1949), kolumbianischer Priester
- José Luis Díaz (* 1974), argentinischer Fußballspieler
- José Manuel Díaz (* 1995), spanischer Radrennfahrer
- José Maximiliano Alfonso de Rosenzweig Díaz (1886–1963), mexikanischer Diplomat
- José Narciso Díaz (* 1950), kubanischer Fechter
- José Ramón Díaz, uruguayischer Politiker (Partido Nacional)
- José Refugio Mercado Díaz (1942–2014), mexikanischer Geistlicher, Weihbischof in Tehuantepec
- José Santos Díaz del Valle (1793–1840), honduranischer Politiker
- José Vázquez Díaz (1913–1998), spanischer Ordensgeistlicher, Bischof von Bom Jesus do Gurguéia
- Josep Díaz (Informatiker) (* 1950), spanischer Informatiker
- Joseph Diaz (Leichtathlet) (* 1969), senegalesischer Sprinter
- Joseph Diaz (Boxer) (Joseph Diaz, Jr.; * 1992), US-amerikanischer Boxer
- Juan Díaz (Chronist) (1480–1549), spanischer Geistlicher und Chronist
- Juan Díaz (Autor), spanischer Autor des 16. Jahrhunderts, Verfasser des Ritterromans Lisuarte de Grecia (1526)
- Juan Díaz (Theologe) (um 1510–1546), spanischer Humanist, Philologe und Protestant
- Juan Díaz (Leichtathlet) (* 1965), venezolanischer Langstreckenläufer
- Juan Díaz (Boxer) (* 1983), mexikanischer Boxer
- Juan Díaz Fleming (* 1937), chilenischer Bildhauer
- Juan Díaz Sánchez (* 1948), spanischer Fußballspieler
- Juan Díaz de Solís (1470?–1516), spanischer Seefahrer und Entdecker
- Juan de Torrezar Díaz y Pimienta († 1782), Vizekönig von Neugranada
- Juan Carlos Uder Díaz (1924–2020), argentinischer Basketballspieler, siehe Juan Carlos Uder
- Juan Gabriel Diaz Ruiz (* 1960), kubanischer Geistlicher, Bischof von Matanzas
- Juan José Díaz Infante Casasús (* 1961), mexikanischer Fotograf und Dichter
- Juan José Díaz Infante Núñez (1936–2012), mexikanischer Architekt und Industriedesigner
- Juan José Diaz (Rennfahrer), kolumbianischer Rennfahrer
- Juan Manuel Díaz (* 1987), uruguayischer Fußballspieler
- Juan Sánchez-Azcona y Díaz Covarrubias (1876–1938), mexikanischer Diplomat
- Juan Vicente Villacorta Díaz (1764–1828), salvadorianischer Politiker, Staatschef 1824 bis 1826
- Juan Vilar Díaz (1930–2010), kubanischer Regisseur, Produzent und Fernsehunternehmer
- Julio Díaz (Schiedsrichter) (* 1975), chilenischer Fußballschiedsrichter
- Julio Díaz (Boxer) (* 1979), mexikanischer Boxer
- Julio Lozano Díaz (1885–1957), honduranischer Politiker, Präsident 1954 bis 1956
- Julio Parrilla Díaz (* 1946), spanischer Geistlicher, Bischof von Riobamba
- Júnior Díaz (* 1983), costa-ricanischer Fußballspieler
- Junot Díaz (* 1968), US-amerikanischer Schriftsteller und Hochschullehrer

### K
- Karen Díaz (* 1984), mexikanische Fußballschiedsrichterin
- Kari Hawker-Diaz (* 1986), US-amerikanische Schauspielerin und Moderatorin
- Katherine Diaz (1998 oder 1999 – 19. März 2021, El Tunco), Surfsportlerin aus El Salvador, beim Training für Olympiade gestorben durch Blitzschlag am Pazifikstrand[2]
- Ken Diaz, Maskenbildner und Spezialeffektkünstler
- Kévin Diaz (Fußballspieler, 1983) (* 1983), französischer Fußballspieler
- Kévin Diaz (Fußballspieler, 1988) (* 1988), französischer Fußballspieler

### L
- Lautaro Díaz Silva (* 1953), chilenischer Maler und Bildhauer
- Lav Diaz (* 1958), philippinischer Filmregisseur
- Leandro Díaz (Komponist) (1928–2013), kolumbianischer Komponist
- Leandro Díaz (Fußballspieler, 1983) (Leandro Díaz Prado; * 1983), kolumbianischer Fußballspieler
- Leandro Díaz (Fußballspieler, 1986) (Leandro Javier Díaz; * 1986), argentinischer Fußballspieler
- Leandro Díaz (Fußballspieler, 1990) (Leandro Nicolás Díaz Baffico; * 1990), uruguayischer Fußballspieler
- Leandro Díaz (Fußballspieler, 1992) (Leandro Nicolás Díaz; * 1992), argentinischer Fußballspieler
- Leandro Díaz (Fußballspieler, 1999) (Leandro Enrique Díaz Parra; * 1999), chilenischer Fußballspieler
- Liliana Díaz Carreño (Liliana Nidia Castillo de Díaz Carreño; † 2010), argentinische Politikerin
- Lincoln Diaz-Balart (1954–2025), kubanisch-US-amerikanischer Politiker
- Lisa-Kaindé Díaz (* 1994), kubanische Musikerin, siehe Ibeyi
- Lizardo Díaz (1928–2012), kolumbianischer Schauspieler
- Lope Díaz de Armendáriz, Vizekönig von Neuspanien
- Lope Díaz I. de Haro (um 1105–1170), baskisch-kastilischer Grundherr, Ritter und Politiker
- Lope Díaz II. de Haro (1170–1236), spanischer Adeliger
- Lope Díaz III. de Haro (um 1245–1288), spanischer Adeliger
- Luis Díaz (Tangomusiker) (1893–1978), uruguayisch-argentinischer Tangomusiker
- Luis Díaz (Maler) (* 1939), guatemaltekischer Maler
- Luis Díaz (Sänger) (* 1942), kubanischer Sänger
- Luis Diaz (Perkussionist) (* 1957), US-amerikanischer Perkussionist
- Luis Díaz (Rennfahrer) (* 1977), mexikanischer Rennfahrer
- Luis Díaz (Radsportler, 1945) (1945–2021), kolumbianischer Radsportler
- Luis Diaz (Radsportler, 1982) (* 1982), venezolanischer Radsportler
- Luis Díaz (Radsportler, 1992) (Luis Enrique Díaz; * 1992), venezolanischer Radsportler
- Luis Díaz (Fußballspieler) (* 1997), kolumbianischer Fußballspieler
- Luis Díaz Barriga (* 1986), mexikanischer Tennisspieler
- Luis Díaz Espinoza (* 1998), costa-ricanischer Fußballspieler
- Luis Alberto Santibáñez Díaz (1936–2008), chilenischer Fußballtrainer, siehe Luis Santibáñez
- Luis Alberto Suárez Díaz (* 1987), uruguayischer Fußballspieler, siehe Luis Suárez (Fußballspieler, 1987)
- Luis Felipe Díaz († 2014), kubanischer Baseballspieler
- Luis Gabriel Ramírez Díaz (1965–2023), kolumbianischer Geistlicher, Bischof von Ocaña
- Luis Garrido Díaz (1898–1973), mexikanischer Jurist und Philosoph
- Luis Manuel Díaz (Politiker) († 2015), venezolanischer Politiker
- Luis Manuel Díaz (Fußballspieler) (* 1965), mexikanischer Fußballspieler und -trainer
- Luis M. Díaz (* 1972), kubanischer Herpetologe

- Luis Robles Díaz (1938–2007), mexikanischer Geistlicher und vatikanischer Diplomat
- Luisa Ortega Díaz (* 1958), venezolanische Staatsanwältin

### M
- Malin Diaz (* 1994), schwedische Fußballspielerin
- Manny Diaz (* 1954), US-amerikanischer Politiker
- Manuel Díaz (Fechter) (1874–1929), kubanischer Fechter
- Manuel Díaz Ramírez (1888–1962), mexikanischer Politiker und Historiker
- Manuel Alberto Díaz, bekannt als Manny Diaz (* 1954), US-amerikanischer Politiker
- Manuel Enrique Pérez Díaz (1911–1984), venezolanischer Gitarrist, Komponist und Musikpädagoge
- Manuel Felipe Díaz Sánchez (* 1955), venezolanischer Geistlicher, Erzbischof von Calabozo
- Marcelo Díaz (* 1986), chilenischer Fußballspieler
- Marco Antonio Serna Díaz (1936–1991), US-amerikanischer Herpetologe
- Mari Cruz Díaz (* 1969), spanische Geherin
- María Díaz (Schauspielerin, I), Schauspielerin
- María Díaz (Leichtathletin, 1981) (* 1981), puerto-ricanische Marathonläuferin
- María Díaz (Sängerin) (La Reina; * 1968), dominikanische Akkordeonistin und Sängerin
- María Díaz González (María la Vikinga; * 1969), spanische Schauspielerin und Komikerin
- María del Carmen Díaz (* 1970), mexikanische Langstreckenläuferin
- Mariana Díaz-Oliva (* 1976), argentinische Tennisspielerin
- Mariano Díaz (Radsportler) (Mariano Díaz Díaz; 1939–2014), spanischer Radsportler
- Mariano Díaz Mejía (* 1993), spanisch-dominikanischer Fußballspieler, siehe Mariano (Fußballspieler, 1993)
- Mario Díaz (Baseballspieler) (* 1962), puerto-ricanischer Baseballspieler
- Mario Díaz (Leichtathlet) (* 1999), kubanischer Diskuswerfer
- Mario Diaz-Balart (* 1961), US-amerikanischer Politiker (Republikanische Partei)
- Mario Díaz Pérez (* 1960), mexikanischer Fußballspieler
- Mario Díaz de Vivar (* 1983), paraguayischer Fußballschiedsrichter
- Marilyn Virdiana Díaz Ramirez (* 1991), mexikanische Fußballspielerin
- Martín Díaz (* 1988), uruguayischer Fußballspieler
- Marujita Díaz (1932–2015), spanische Schauspielerin
- Maximiliano Díaz (* 1988), argentinischer Leichtathlet
- Melchior Díaz (1500–1541), spanischer Entdecker
- Melonie Diaz (* 1984), US-amerikanische Schauspielerin
- Mercedes Diaz Garcia (* 1979), spanische Dirigentin
- Mercedes Jadea Diaz (* 2000), deutsche Schauspielerin
- Micaela Díaz (* 1999), argentinische Schauspielerin, Sängerin und Tänzerin
- Miguel Díaz (Entdecker) († 1514), spanischer Entdecker
- Miguel Diaz (Boxtrainer) (* 1938), argentinischer Boxer, Boxtrainer, Co-Trainer und Cutman
- Miguel Díaz-Canel (* 1960), kubanischer Politiker
- Miguel Angá Díaz (1961–2006), kubanischer Perkussionist
- Miguel Ángel Alba Díaz (* 1951), mexikanischer Geistlicher, Bischof von La Paz en la Baja California Sur
- Miguel Ángel Casanova Díaz (* 1980), mexikanischer Fußballspieler
- Millie Díaz (* 2003), uruguayische Hürdenläuferin
- Minor Díaz (* 1980), costa-ricanischer Fußballspieler
- Miriam Díaz Aroca (* 1962), spanische Schauspielerin und Moderatorin
- Mirta Díaz-Balart (1928–2024), erste Ehefrau von Fidel Castro und die Mutter seines Sohnes Fidel Castro Díaz-Balart
- Montserrat Puche Díaz (* 1970), spanische Handballspielerin

### N
- Naomi Díaz (* 1994), kubanische Musikerin, siehe Ibeyi
- Nahiara Díaz (* 2004), argentinische Skilangläuferin
- Narciso Garay Díaz (1876–1953), panamaischer Komponist, Violinist, Musikwissenschaftler und Diplomat
- Narciso Martín Mora Díaz (* 1942), kubanischer Diplomat
- Narcisso Virgilio Díaz de la Peña (1807–1876), französischer Maler
- Nate Diaz (* 1985), US-amerikanischer Mixed-Martial-Arts-Kämpfer
- Nelson Díaz (1942–2018), uruguayischer Fußballspieler
- Nick Diaz (* 1983), US-amerikanischer Mixed-Martial-Arts-Kämpfer
- Nicolás Díaz (Politiker) (Nicolás Díaz Sánchez; * 1929), chilenischer Mediziner und Politiker
- Nicolás Díaz (Fußballspieler) (* 1999), chilenischer Fußballspieler
- Nicolás Díaz de Benjumea (1820–1884), spanischer Journalist und Dichter
- Nicolás Díaz y Pérez (1841–1902), spanischer Schriftsteller und Politiker
- Nicolás Díaz (Filmschaffender)
- Noslen Diaz Amaro (* 2002), kubanischer Beachvolleyballspieler
- Nuria Párrizas Díaz (* 1991), spanische Tennisspielerin

### O
- Octavio Díaz (1900–1977), argentinischer Fußballspieler
- Osvaldo Díaz (Fußballspieler, 1931) (1931–2012), chilenischer Fußballspieler
- Osvaldo Díaz (Ruderer) (* 1943), kubanischer Ruderer
- Osvaldo Díaz (Fußballspieler, 1981) (* 1981), paraguayischer Fußballspieler
- Osvaldo Díaz (Boxer), kubanischer Boxer

### P
- Paquito Diaz (1937–2011), philippinischer Schauspieler
- Pascual Díaz y Barreto (1876–1936), mexikanischer Ordensgeistlicher, Erzbischof von Mexiko-Stadt
- Patricia Díaz Perea (* 1984), spanische Triathletin
- Patrocinio Díaz (1905–1969), argentinische Folk- und Tangosängerin
- Paulo Díaz (* 1994), chilenischer Fußballspieler
- Pedro Díaz (Missionar) (1546–1618), spanischer Ordensgeistlicher und Missionar
- Pedro Díaz (Architekt) (1923–2011), mexikanischer Architekt
- Pedro Díaz de Toledo (1410–1466), spanischer Humanist und Jurist, siehe Pero Díaz de Toledo
- Pedro Antonio Díaz (1852–1919), panamaischer Politiker, Staatspräsident 1918
- Pedro Aranda Díaz-Muñoz (1933–2018), mexikanischer Geistlicher, Erzbischof von Tulancingo
- Pedro Sergio de Jesús Mena Díaz (* 1955), mexikanischer Geistlicher, Weihbischof in Yucatán
- Pedro Ortega Díaz (1914–2006), venezolanischer Politiker
- Pero Díaz de Toledo (1410–1466), spanischer Humanist und Jurist
- Pio Diaz, argentinischer Künstler, siehe Hilden & Diaz
- Poli Díaz (* 1967), spanischer Boxer
- Porfirio Díaz (1830–1915), mexikanischer General und Politiker
- Porfirio Díaz (Musiker) (1912–1993), chilenischer Akkordeonist, Bandoneonist, Bandleader und Komponist

### R
- Rafael Diaz-Balart (1926–2005), kubanischer Politiker
- Rafael Rodríguez Díaz (* 1943), salvadorianischer Lyriker, Essayist, Literaturkritiker und Hochschullehrer
- Rainer Diaz-Bone (* 1966), deutscher Soziologe
- Ramiro Díaz Sánchez (* 1934), spanischer Geistlicher, Apostolischer Vikar von Machiques
- Ramón Díaz (Wirtschaftswissenschaftler) (1926–2017), uruguayischer Wirtschaftswissenschaftler
- Ramón Díaz (Fußballspieler) (* 1959), argentinischer Fußballspieler und -trainer
- Ramón Díaz Eterovic (* 1956), chilenischer Schriftsteller
- Ramón Díaz Freeman (1901–1976), dominikanischer Komponist, Fagottist und Organist
- Ramón Díaz Peralta (* 1932), dominikanischer Pianist und Musikpädagoge
- Raphael Diaz (* 1986), Schweizer Eishockeyspieler
- Raúl Díaz Arce (* 1970), salvadorianischer Fußballspieler
- René Díaz (* 2001), mexikanischer Eishockeyspieler
- Ricardo Díaz (Fußballspieler, 1937) (Ricardo Díaz Díaz, * 1937), chilenischer Fußballspieler
- Ricardo Díaz (Fußballspieler, 1939) (Ricardo Díaz Bach, 1939–2011), salvadorianischer Fußballspieler
- Ricardo Guízar Díaz (1933–2015), mexikanischer Geistlicher, Erzbischof von Tlalnepantla
- Ricardo Río Díaz (1866–1901), mexikanischer Pianist, Komponist und Musikpädagoge
- Roberto Díaz (Bratschist), chilenisch-amerikanischer Bratschist
- Roberto Díaz (Fußballspieler) (* 1968), spanischer Fußballspieler und -trainer
- Roberto Díaz (Tangomusiker) (1900–1961), argentinischer Tangosänger und -komponist
- Roberto Díaz (Schiedsrichter) (* 1976), spanischer Fußballschiedsrichterassistent
- Rodrigo Díaz (Rennfahrer), spanischer Motorradrennfahrer
- Rodrigo Díaz (Reiter) (* 1978), kolumbianischer Springreiter
- Rodrigo Díaz (Fußballspieler, 1981) (* 1981), argentinischer Fußballspieler
- Rodrigo Díaz (Schwimmer) (* 1984), guatemaltekischer Schwimmer
- Rodrigo Díaz (Fußballspieler, 1996) (* 1996), argentinischer Fußballspieler
- Rodrigo Díaz Cortez (* 1977), chilenischer Schriftsteller
- Rodrigo Díaz de Vivar, eigentlicher Name von El Cid (um 1045–1099), spanischer Ritter und Söldnerführer
- Rodrigo Gastón Díaz (* 1995), uruguayischer Fußballspieler
- Rodrigo Malmierca Díaz (* 1956), kubanischer Diplomat und Politiker
- Rogelio Martínez Díaz (1905–2001), kubanischer Gitarrist und Sänger
- Roxana Díaz (* 1981), kubanische Sprinterin
- Rubén Toribio Díaz (* 1952), peruanischer Fußballspieler
- Rudy Diaz (1918–2006), US-amerikanischer Schauspieler
- Ruy Díaz de Isla (1462–1542), spanischer Arzt

### S
- Sandra Myrna Díaz (* 1961), argentinische Biologin und Expertin für Biodiversität
- Sandra Tapia Díaz (* 1983), spanische Filmproduzentin
- Salvador Díaz Carías (1933–2022), venezolanischer Schachspieler
- Sebastián Ruiz Díaz (* 1993), uruguayischer Fußballspieler
- Sergio Díaz (Schachspieler) (* 1955), argentinischer Fernschachspieler
- Sergio Díaz (Fußballspieler, 1962) (* 1962), argentinischer Fußballspieler
- Sergio Díaz (Tontechniker) (* 1969), mexikanischer Sounddesigner und Filmkomponist
- Sergio Díaz (Fußballspieler, 1985) (* 1985), spanischer Fußballspieler
- Sergio Díaz (Fußballspieler, 1991) (* 1991), spanischer Fußballspieler
- Sergio Díaz (Fußballspieler, 1991) (* 1998), paraguayischer Fußballspieler
- Simón Díaz (1928–2014), venezolanischer Singer-Songwriter
- Sonia Chang-Díaz (* 1978), US-amerikanische Politikerin
- Sully Diaz (* 1960), puerto-ricanische Schauspielerin und Sängerin
- Susana Díaz (* 1974), spanische Politikerin

### T
- Tevo Díaz (* 1972), chilenischer Dokumentarfilmer, Kameramann und Filmproduzent
- Tulio Díaz (* 1960), kubanischer Fechter

### U
- Urselia Díaz (1939–1957), kubanische Terroristin

### V
- Vanessa Velemir Diaz (* 2001), deutsche Schauspielerin
- Ventura Díaz (* 1937), spanischer Radrennfahrer
- Vic Diaz (1932–2006), philippinischer Schauspieler
- Vimarest Díaz (* 1996), venezolanische Fußballspielerin und dominikanische Fußballschiedsrichterin
- Virginia Díaz Rivas (* 1991), spanische Ruderin
- Virginia Maestro Díaz (* 1982), spanische Singer-Songwriterin

### W
- Washington Díaz (* 1954), uruguayischer Radsportler

### X
- Xosé María Díaz Castro (1914–1990), galicischer Dichter und Übersetzer

### Y
- Yamila Díaz (* 1976), argentinisches Model
- Yolanda Díaz (* 1971), spanische Politikerin

### Z
- Zeferino González y Díaz Tuñón (1831–1894), spanischer Dominikaner, Philosoph und Kardinal
- Zoe Díaz (* 2006), argentinische Hockeyspielerin